# Valley (Île-du-Prince-Édouard)
Pour les articles homonymes, voir Valley.
Valley est une communauté dans le comté de Queens sur l'Île-du-Prince-Édouard, au Canada, au sud-ouest de Montague.